# Векторные мезоны
Ве́кторные мезо́ны — элементарные частицы, являющиеся мезонами со спином 1 и отрицательной чётностью (P=−1) (JP = 1−).
Обмен векторными мезонами играет важную роль в некоторых феноменологических моделях ядерных сил (нуклон-нуклонных взаимодействий), где он описывает отталкивание нуклонов на коротких расстояниях и спин-орбитальное взаимодействие.
Фотон проводит часть времени как виртуальная частица векторный мезон или как виртуальная пара адрон-антиадрон. За счёт этого явления фотон способен участвовать в сильных взаимодействиях.

## Примеры
- ρ-мезон
- ω-мезон
- φ-мезон
- K*(892)-мезон
- D*-мезон
- J/ψ-мезон
- Ипсилон-мезон